# Cofidis (cyklistický tým)
Cofidis (UCI kód: COF) je francouzský profesionální cyklistický UCI WorldTeam, sponzorovaný francouzskou nebankovní společností Cofidis. Tým byl založen v roce 1996 Cyrillem Guimardem, bývalým manažerem Bernarda Hinaulta, Grega LeMonda a Laurenta Fignona v týmu Renault–Elf–Gitane v 80. letech. Sponzor týmu podporoval tým i přes opakované problémy jako dopingové skandály. Poté co byl tým 5 let součástí UCI ProTour, sestoupil v roce 2010 na prokontinentální úroveň. Tým se dostal do UCI World Tour pro sezónu 2020.

## Historie
Tým byl založen v roce 1996 Cyrillem Guimardem s podporou Françoise Migraina, ředitele firmy Cofidis. Jedním z prvních jezdců týmu byl Lance Armstrong, jenž dříve jezdil za tým Motorola. Armstrong byl později propuštěn kvůli jeho rakovině a jiný Američan, Bobby Julich, se stal lídrem pro etapové závody. Julichovo umístění v top trojce Tour de France 1998 přineslo tým na výsluní společně s výsledky Franka Vandenbroucka na klasikách. Ten rok také Cofidis vyhrál soutěž týmů na Tour de France.
Poté co Julich a Vandenbroucke opustili tým, začaly roky s minimem úspěchů. Vandenbrouckovi krajani Nico Mattan, Chris Peers, Peter Farazijn, a Jo Planckaert zůstali v týmu, ale byli kritizováni za nestálé výsledky. Cofidis začal po žádosti Migraina platit jezdce podle výsledků. Platy byly určovány podle bodů, které jezdci získávali v rámci UCI World Tour. Belgičtí jezdci toto nové pravidlo kritizovali, kvůli tomu, že to jezdce nutilo k opatrné jízdě, aby si byli jistí dobrým výsledkem. Po veřejné debatě na toto téma s týmovým ředitelem Alainem Bonduem opustili tým.

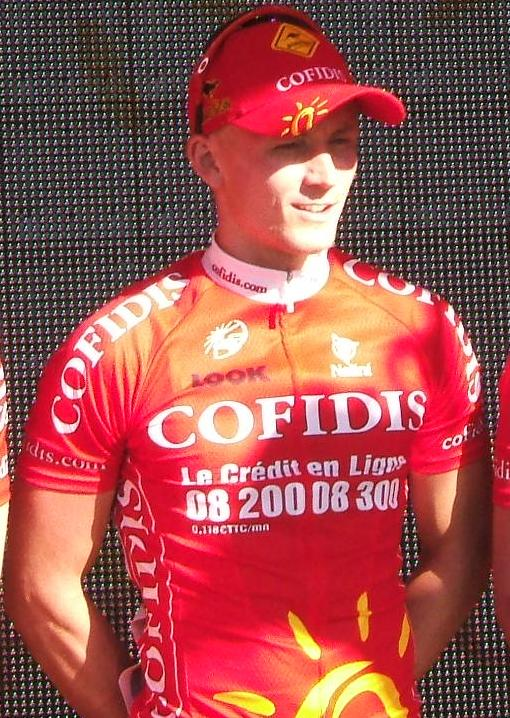
Jezdec Cofidisu Alexandr Usov z Běloruska na Tour Down Under 2009

David Millar zvýšil význam týmu vítězstvím prologu 2000 Tour de France, čímž získal pozici lídra týmu. Millar kritizoval systém placení jezdců, a tým ustoupil.
V roce 2004 měl Cofidis tři úřadující mistry světa – Igora Astarlou na silnici, Davida Millara v časovce a Laurenta Ganého na dráze. Bohužel, dopingový skandál donutil Millara a další jezdce přestat závodit, dokud se případ nedořeší. Astarloa opustil tým. Vyšetřovatelé zjistili, že doping byl individuální a že se do něj tým nezapojoval. Od té doby však David Millar tvrdil opak, v silně vyjádřeném rozhovoru pro BBC. V květnu 2004 tým oznámil, že Bondue a týmový doktor Jean-Jacques Menuet oba rezignují. Tým začal znovu závodit na Tour de France 2004, na níž Stuart O'Grady a David Moncoutié vyhráli, Moncoutié dokonce na Den dobytí Bastily.
Po dopingových skandálech tým najal Érica Boyera na pozici manažera týmu pro rok 2005. Moncoutié vyhrál etapu na Den dobytí Bastilly znovu na Tour de France 2005 – což bylo jediné francouzské etapové vítězství toho roku win – s pomocí O'Gradyho. Bohužel, nový závodník, Sylvain Chavanel, nebyl schopen vyhrát etapu, ani předvést nějaký skvělý výkon.
O'Grady a Matthew White odešli v roce 2006, Cédric Vasseur také odešel. Brzké vítězství v závodu Classic Haribo, který vyhrál Arnaud Coyot, ukazovalo, že tým měl stále silné jezdce. Cofidis vyhrál 1. etapu Tour de France 2006 s Jimmym Casperem v chaotickém sprintu.
Pro sezónu 2007 tým podepsal Belgičany Nicka Nuyense a Kevina De Weerta z týmu Quick Step-Innergetic.
25. července 2007 byl jezdec Cofidisu Christian Moreni pozitivně otestován na doping po 11. etapě Tour de France. Jeho krev obsahovala stopy testosteronu. Moreni se k dopingu přiznal. Celý tým odstoupil z Tour.
V roce 2008 si tým užíval nejúspěšnější sezónu Boyerovy éry jako týmového manažera, kdy Chavanel vyhrál Dwars door Vlaanderen a Brabantse Pijl a Chavanel a Samuel Dumoulin oba vyhráli etapu na Tour de France.
29. září 2009 se UCI ProTour rozhodla neprodloužo ProTourové licence týmům Cofidis a Bbox Bouygues Telecom, z důvodu špatných výsledků. 
V roce 2012 dostal tým divokou kartu na Tour de France společně s dalšími 3 druholigových týmy. Pár dní před startem Tour byl vyhozen Boyer z funkce manažera týmu. Migraine ho obviňoval ze špatných výsledků týmu. Byl nahrazen bývalým sportovním ředitelem týmů Festina, Astana a FDJ, Yvonem Sanquerem.
Během 10. července 2012, prvního dne volna na Tour de France 2012, prohledala francouzská policie týmový hotel Cofidisu a zatkla francouzského jezdce Rémy Di Gregoria  kvůli podezření z dopingu.

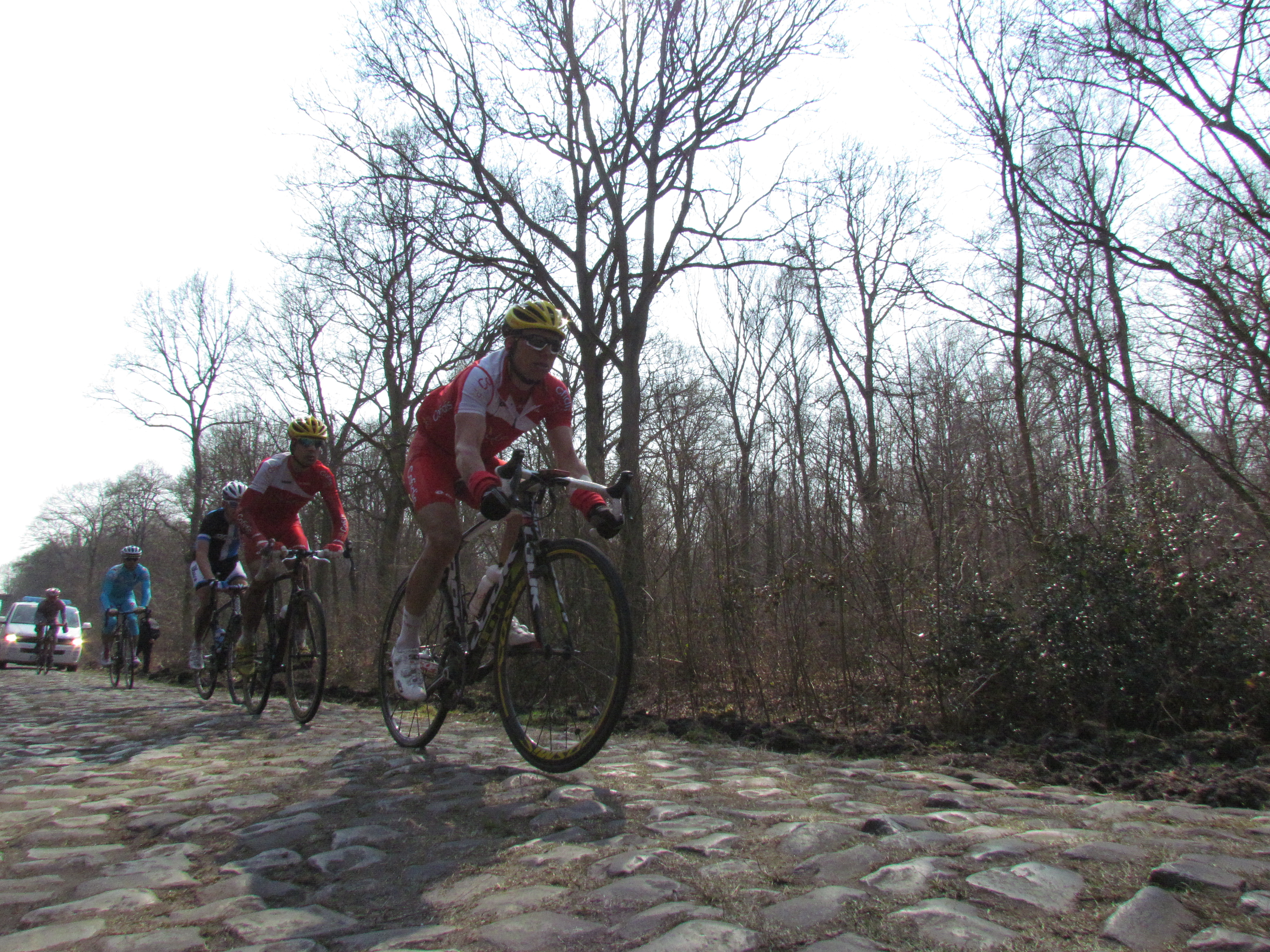
Paříž–Roubaix 2013, Arenberský les

Pro sezónu 2015 tým podepsal vítěze bodovací soutěže na Giru d'Italia 2014, Nacera Bouhanniho, společně s Dominiquem Rollinem, Geoffreyem Soupem a Stevem Chainelem.
Po sezóně 2017, během níž získal tým pouhých 13 vítězství, oznámil tým v říjnu toho roku, že propouští Sanquera a že náhradou bude bývalý jezdec týmu Cédric Vasseur.
Tým se vrátil do UCI WorldTour pro sezónu 2020 a začal používat jízdní kola De Rosa, čímž ukončil kontrakt se značkou Kuota. Tým také podepsal elitního italského sprintera Eliu Vivianiho, vítěze bodovací soutěže na Giru d'Italia 2018.

## Soupiska týmu
K 1. lednu 2024
- Piet Allegaert (BEL) (* 20. ledna 1995)
- Stanisław Aniołkowski (POL) (* 20. ledna 1997)
- Thomas Champion (FRA) (* 8. září 1999)
- Bryan Coquard (FRA) (* 25. dubna 1992)
- Nicolas Debeaumarché (FRA) (* 24. února 1998)
- Aimé De Gendt (BEL) (* 17. června 1994)
- Kenny Elissonde (FRA) (* 22. července 1991)
- Rubén Fernández (ESP) (* 1. března 1991)
- Eddy Finé (FRA) (* 20. listopadu 1997)
- Milan Fretin (BEL) (* 19. března 2001)
- Simon Geschke (GER) (* 13. března 1986)
- Alexis Gougeard (FRA) (* 5. března 1993)
- Ben Hermans (BEL) (* 8. června 1986)
- Jesús Herrada (ESP) (* 26. července 1990)
- Gorka Izagirre (ESP) (* 7. října 1987)
- Jon Izagirre (ESP) (* 4. února 1989)
- Oliver Knight (GBR) (* 25. ledna 2001)
- Jonathan Lastra (ESP) (* 3. června 1993)
- Nolann Mahoudo (FRA) (* 17. listopadu 2002)
- Axel Mariault (FRA) (* 7. června 1998)
- Guillaume Martin (FRA) (* 9. června 1993)
- Christophe Noppe (BEL) (* 29. listopadu 1994)
- Stefano Oldani (ITA) (* 10. ledna 1998)
- Anthony Perez (FRA) (* 22. dubna 1991)
- Alexis Renard (FRA) (* 1. června 1999)
- Ludovic Robeet (BEL) (* 22. května 1994)
- Benjamin Thomas (FRA) (* 12. září 1995)
- Hugo Toumire (FRA) (* 5. října 2001)
- Harrison Wood (GBR) (* 14. června 2000)
- Axel Zingle (FRA) (* 18. prosince 1998)